# Тулегенова, Акшагул Абуевна
Акшагул Абуевна Тулегенова (узб. Akshagul Abuevna Tuleganova; род. 20 декабря 1964, Карманинский район, Навоийская область, УзССР, СССР) — узбекский государственный деятель, преподаватель и журналист. Депутат Законодательной палаты Олий Мажилиса, Член Комитета по вопросам промышленности, строительства и торговли. Действительный руководитель казахского национального культурного центра. Член Либерально-демократической партии Узбекистана.

## Биография
Родилась 20 декабря 1964 года в Карманинском районе Навоийской области.
В 1994 году окончила Казахский государственный университет имени аль-Фараби. Уже в 1984 году начала работать пионервожатой в школе № 5 Конимехского района.
В 1986—1988 годах была заместителем директора по духовно-просветительским вопросам фермы «Сари-бел». Позже, с 1988 по 1995 год работала учителем казахского языка и литературы в общеобразовательной школе № 25 Конимехского района. Затем, в 1999 году была назначена на пост начальника отдела в отделе народного образования Конимехского района.
В 2011—2017 годах была сотрудником в отделе методического обеспечения и организации деятельности государственных образовательных учреждений Конимехского района. С 2017 года по сегодняшний день работает специалистом по работе с физическими и юридическими лицами в отделе народного образования Конимехского района. В том же году Тулегенова Акшагул была назначена главой казахского национального культурного центра. В 2020 году избрана депутатом Законодательной палаты Олий Мажлис.